# Hezârfen Ahmed Çelebi
Hezârfen Ahmed Çelebi foi um lendário aviador otomano de Constantinopla (atual Istambul), relatado nos escritos do viajante Evliya Çelebi por ter conseguido um vôo não motorizado sustentado.

## Suposto voo

Caminho desde o distrito Gálata na Europa até o distrito Üsküdar no lado asiático de Istambul.

Os escritos do século XVII de Evliya Çelebi relatam esta história de Hezârfen Ahmed Çelebi, por volta de 1630 a 1632:
Primeiro, ele praticou voando sobre o púlpito de Okmeydani oito ou nove vezes com asas de águia, usando a força do vento. Então, enquanto o sultão Murade Cã (Murade IV) observava da mansão Sinã Paxá em Sarayburnu, ele voou do topo da Torre de Gálata (no contemporâneo Karaköy) e aterrissou na Praça Doğancılar em Üsküdar, com a ajuda do vento sudoeste. Então Murade Cã lhe concedeu um saco de moedas de ouro e disse: "Este é um homem assustador. Ele é capaz de fazer o que quiser. Não é certo manter essas pessoas por perto" e, portanto, o enviou à Argélia no exílio. Ele morreu lá.— Evliya Çelebi
O título "Hezârfen", dado por Evliya Çelebi a Ahmet Çelebi, vem do persa هزار hezār + فنّ fann, que significa "ter mil técnicas" (polímato).
Em 1648, John Wilkins cita Ogier Ghiselin de Busbecq, embaixador da Áustria em Constantinopla em 1554-1562, que registrou que "um turco em Constantinopla" tentou voar. No entanto, se for precisa, essa citação se refere a um evento ocorrido quase um século antes das façanhas relatadas por Evliya Çelebi.